# Våghusgränd

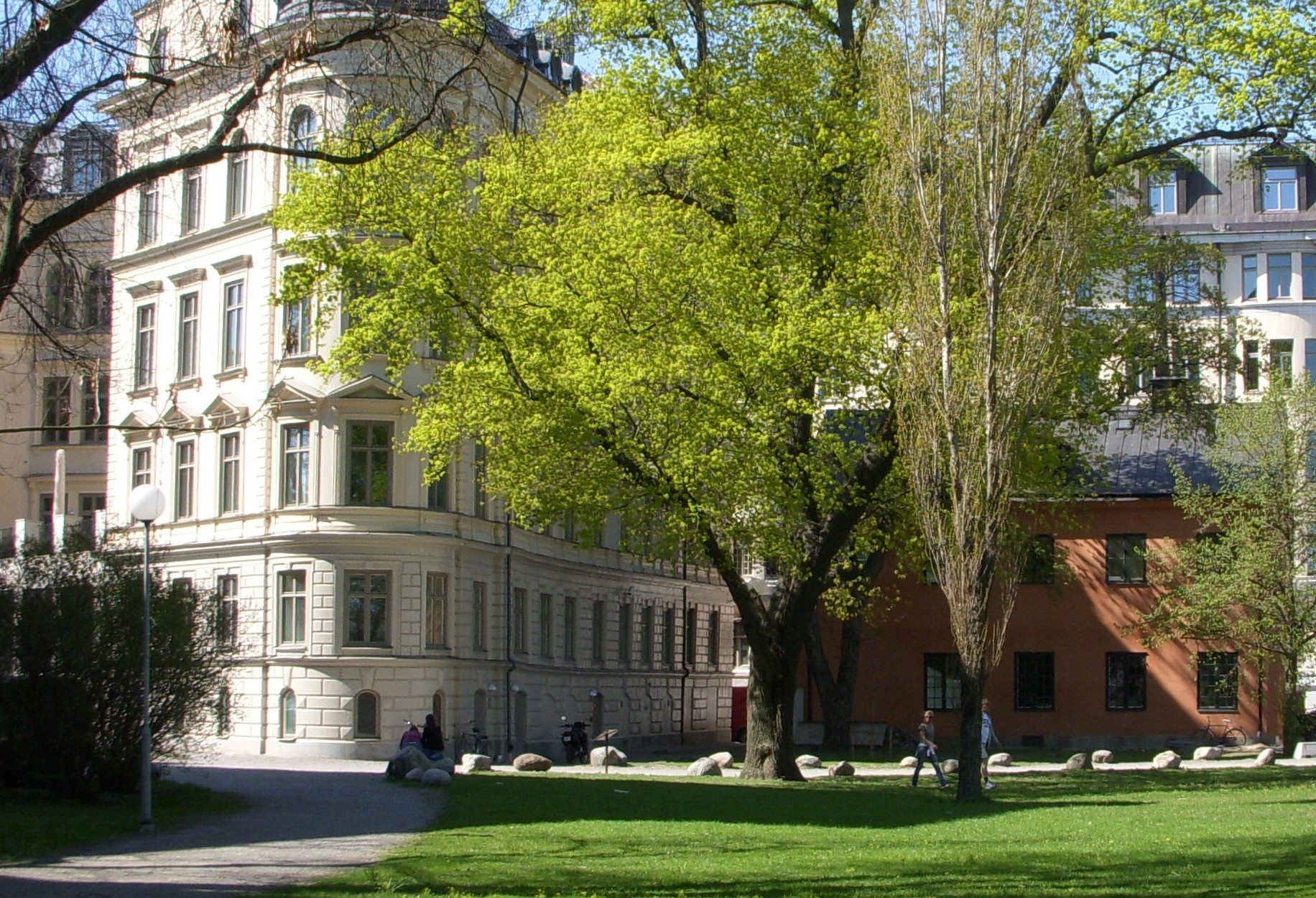
Våghusgränd i maj 2009.

Våghusgränd är en gata och en parkväg på Blasieholmen i Stockholm. Den sträcker sig norr om (bakom) Nationalmuseum längs Museiparkens södra sida till Hovslagargatan.
Namnet härrör från den tackjärnsvåg som anordnades på östra Blasieholmen 1828. Innan dess låg tackjärnsvågen vid Slussen, men tackjärnbruken klagade över att hanteringen med vägning och omlastning gick för långsam. På 1830-talet tillkom ytterligare ett våghus. Ett av våghusen, en rödputsad låg byggnad, finns fortfarande kvar vid Våghusgränden intill Museiparken.